# فليتشين
فليتشين (بالفرنسية: Fléchin)‏ هي بلدية تقع في إقليم باد كاليه من منطقة نور با دو كاليه في شمال فرنسا. تبلغ مساحة هذه المدينة 10.99 (كم²)، وترتفع عن سطح البحر 86 م، يبلغ عدد سكانها 454 نسمة حسب إحصاء المعهد الوطني للإحصاء والدراسات الاقتصادية سنة 2009 م. وترأس Henri Lambert البلدية خلال فترة (2008-2014).

## أعلام
- شارل جونار